# U-600
Unterseeboot 600 foi um submarino alemão do Tipo VIIC, pertencente a Kriegsmarine que atuou durante a Segunda Guerra Mundial.

## Comandantes
| Comandante                 | Data                                            |
| -------------------------- | ----------------------------------------------- |
| KrvKpt. Bernhard Zurmühlen | 11 de dezembro de 1941 - 25 de novembro de 1943 |

## Subordinação
Durante o seu tempo de serviço, esteve subordinado às seguintes flotilhas:
| Período                                      | Flotilha                                  |
| -------------------------------------------- | ----------------------------------------- |
| 11 de dezembro de 1941 - 31 de julho de 1942 | 5. Unterseebootsflottille (treinamento)   |
| 1 de agosto de 1942 - 25 de novembro de 1943 | 3. Unterseebootsflottille (serviço ativo) |

## Operações conjuntas de ataque
O U-600 participou das seguinte operações de ataque combinado durante a sua carreira:
- Rudeltaktik Draufgänger (29 de novembro de 1942 - 11 de dezembro de 1942)
- Rudeltaktik Raufbold (11 de dezembro de 1942 - 22 de dezembro de 1942)
- Rudeltaktik Knappen (19 de fevereiro de 1943 - 25 de fevereiro de 1943)
- Rudeltaktik Burggraf (4 de março de 1943 - 5 de março de 1943)
- Rudeltaktik Raubgraf (7 de março de 1943 - 20 de março de 1943)
- Rudeltaktik Drossel (29 de abril de 1943 - 5 de maio de 1943)
- Rudeltaktik Schill 1 (16 de novembro de 1943 - 22 de novembro de 1943)
- Rudeltaktik Weddigen (22 de novembro de 1943 - 25 de novembro de 1943)